# Dār Ḩeydar
Dār Ḩeydar (persiska: دارحیدر) är en ort i Iran.   Den ligger i provinsen Kermanshah, i den nordvästra delen av landet, 400 km väster om huvudstaden Teheran. Dār Ḩeydar ligger 1 974 meter över havet och antalet invånare är 129.
Terrängen runt Dār Ḩeydar är huvudsakligen kuperad, men österut är den platt. Runt Dār Ḩeydar är det ganska tätbefolkat, med 72 invånare per kvadratkilometer. Närmaste större samhälle är Sonqor, 11,4 km sydväst om Dār Ḩeydar. Trakten runt Dār Ḩeydar består till största delen av jordbruksmark.